# Руснак, Вячеслав Петрович
Вячесла́в Петро́вич Русна́к (рум. Veaceslav Rusnac, 27 августа 1975, с. Рауцел, Фалештский район, Молдавская ССР, СССР) — молдавский футболист, тренер.
Будучи игроком молдавского клуба «Зимбру», становился чемпионом Молдавии и дважды обладателем Кубка страны. В качестве главного тренера «Шерифа» привёл команду к золотым медалям чемпионата и к победе в Суперкубке Молдавии.

## Карьера

### В качестве игрока

#### В клубе
Руснак начинал свою карьеру в бельцкой «Олимпии», за которую провёл более 180 матчей. Затем выступал за кишинёвский «Зимбру», в составе которого стал чемпионом страны и дважды обладателем Кубка Молдавии. В 2004 году Вячеслав перешёл в карагандинский «Шахтёр», в составе которого провёл 117 матчей и забил 5 голов. По итогам первенства Казахстана сезона 2008 был признан самым грубым игроком, Руснак получил 12 жёлтых карточек. В начале 2009 года Вячеслав покинул казахстанскую команду.
В качестве игрока Руснак выиграл три чемпионата Молдавии по разным видам футбола: в «Зимбру» в 2000 году Руснак стал чемпионом по футболу, с бельцкой «Зарей» выиграл футзальное первенство, а в составе «Палестры» стал чемпионом Молдавии по пляжному футболу. На решение закончить карьеру игрока повлияли травмы и желание вернуться в Молдавию к семье.

#### В сборной
Руснак выступал за сборную Молдавии, дебют состоялся 16 декабря 1999 года в товарищеском матче против Греции, на 71 минуте Вячеслав заменил Юрия Осипенко. Всего за национальную сборную провёл три игры.

### В качестве тренера

#### Первые команды
Тренерскую работу начинал как детский тренер в школе футбола «Буюкань». В 2011 году работал с юношеской сборной Молдавии (до 17 лет), какое-то время совмещал работу в юношеской сборной и в кишинёвской «Академии», которую Вячеслав возглавил в июле, но спустя время Федерация футбола Молдавии решила отказаться от услуг Руснака. «Академия» под руководством Вячеслав Руснака провела один сезон и 8 туров. В начале сентября 2012 года Руснак был уволен из кишинёвского клуба. 23 октября был назначен главным тренером клуба «Сперанца» Крихана Веке, но проработал меньше трёх недель. В этом же году окончил курсы Федерации футбола Молдовы и получил лицензию Pro.

#### «Искра-Сталь»
В ноябре 2012 года возглавил рыбницкую «Искру-Сталь». Помощником Руснака был Андрей Мацюра, с которым он работал до этого и в «Академии», и в «Сперанце». Из «Искры-Сталь» Руснак ушёл после скандала: 4 мая 2013 года футболисты не вышли на матч первенства против тираспольского «Шерифа», это была уже вторая игра подряд, которую бойкотировала команда. Причина инцидента — многомесячные невыплаты зарплат руководством. После рассмотрения ситуации Федерацией Футбола Молдавии было принято решение о снятии клуба с чемпионата. «Искре-Сталь» в этом и во всех последующих матчах было засчитано техническое поражение (0:3), команда переведена в Дивизион «Б». После случившегося генеральный менеджер «Искры-Сталь» Марин Ливадару 7 мая 2013 года заявил об увольнении Вячеслава Руснака и отчислении четырёх игроков команды.

#### «Шериф»
В июне 2013 года Руснак стал помощником главного тренера в «Шерифе», в июле этого же года стал исполняющим обязанности главного тренера команды. 16 июля в качестве наставника дебютировал в Лиге чемпионов — в рамках второго отборочного раунда «Шериф» встречался с черногорской «Сутьеской». В августе этого же года вывел тираспольский клуб в групповой этап Лиги Европы, обыграв в раунде плей-офф сербскую «Войводину». «Шериф» набрал шесть очков в шести матчах и занял третье место в группе. 14 января 2014 года Руснак был утвержден в должности главного тренера клуба. Под руководством Руснака «Шериф» за три тура до конца первенства стал чемпионом Молдавии сезона 2013/14. Летом 2014 года под руководством Руснака команда прошла второй квалификационный раунд Лиги чемпионов 2014/15, обыграв черногорскую «Сутьеску». На третьей стадии квалификации «Шерифу» в соперники достался словацкий «Слован» (1:2, 0:0). 14 августа было объявлено, что в связи с неудовлетворительными результатами Вячеслав Руснак уволен с поста главного тренера клуба.

#### «Зимбру»
В декабре 2014 года был назначен на должность главного тренера кишинёвского клуба «Зимбру», заменив на этом посту Олега Кубарева. В январе 2015 года Руснак занял 1126-е место в рейтинге клубных тренеров издания Football Coach World Ranking. Официальный дебют в качестве тренера кишинёвского клуба состоялся 28 февраля, в рамках 19-го тура чемпионата Молдавии подопечные Руснака уступили «Милсами» со счётом 0:2. По итогам сезона «Зимбру» занял 6 место. 16 июня клуб объявил о смене руководства клуба. 31 июля стало известно, что Руснак стал главным тренером дубля.

#### Юношеская сборная Молдавии
В декабре 2015 года возглавил юношескую сборную Молдавии.

#### «Милсами»
В июне 2017 года сменил на посту главного тренера «Милсами» Андриана Сосновского. По итогам сезона 2017 стал серебряным призёром.

#### «Кызыл Жар СК»
В январе 2020 назначен на должность главного тренера казахстанского клуба «Кызыл Жар СК» из Петропавловска.

## Личная жизнь
У Вячеслава есть сын — Андрей Руснак, футболист, выступающий на позиции нападающего в «ФК Бэлць».

## Достижения

### В качестве игрока
Олимпия
- Бронзовый призёр чемпионата Молдавии (1): 1994/95

 Зимбру
- Чемпион Молдавии (1): 1999/00
- Серебряный призёр чемпионата Молдавии (2): 2000/01, 2002/03
- Бронзовый призёр чемпионата Молдавии (2): 2001/02, 2003/04
- Обладатель Кубка Молдавии (2): 2003, 2004

 Шахтёр
- Бронзовый призёр чемпионата Казахстана (2): 2007, 2009

### В качестве тренера
Шериф
- Чемпион Молдавии (1): 2013/14
- Обладатель Суперкубка Молдавии (1): 2013
- Финалист Кубка Молдавии (1): 2013/14
- Финалист Суперкубка Молдавии (1): 2014
- Серебряный призёр чемпионата Молдавии (1): 2017

## Статистика выступлений
| Команда            | Лига                  | Сезон            | Игры | Голы |
| ------------------ | --------------------- | ---------------- | ---- | ---- |
| Олимпия            | Национальный дивизион | 1992/93          | 22   | 2    |
| Олимпия            | Национальный дивизион | 1993/94          | 22   | 3    |
| Олимпия            | Национальный дивизион | 1994/95          | 25   | 3    |
| Олимпия            | Национальный дивизион | 1995/96          | 27   | 1    |
| Олимпия            | Национальный дивизион | 1996/97          | 25   | 4    |
| Олимпия            | Национальный дивизион | 1997/98          | 24   | 0    |
| Олимпия            | Национальный дивизион | 1998/99          | 25   | 1    |
| Олимпия            | Национальный дивизион | 1999/00          | 17   | 2    |
| Зимбру             | Национальный дивизион | 2000/01          | 14   | 0    |
| Олимпия            | Национальный дивизион | 2000/01          | 12   | 1    |
| Зимбру             | Национальный дивизион | 2001/02          | 3    | 0    |
| Зимбру             | Национальный дивизион | 2002/03          | 8    | 0    |
| Зимбру             | Национальный дивизион | 2003/04          | 14   | 0    |
| Шахтёр (Караганда) | Премьер-лига          | 2004             | 17   | 1    |
| Шахтёр (Караганда) | Премьер-лига          | 2005             | 25   | 0    |
| Шахтёр (Караганда) | Премьер-лига          | 2006             | 24   | 0    |
| Шахтёр (Караганда) | Премьер-лига          | 2007             | 27   | 3    |
| Шахтёр (Караганда) | Премьер-лига          | 2008             | 24   | 1    |
| Всего за карьеру   | Всего за карьеру      | Всего за карьеру | 355  | 22   |